# Amblyscarta aurulenta
Amblyscarta aurulenta är en insektsart som beskrevs av Fabricius 1787. Amblyscarta aurulenta ingår i släktet Amblyscarta och familjen dvärgstritar. Inga underarter finns listade i Catalogue of Life.